# Freya (Schiff, 1925)
Die Freya war ein Fahrgastschiff, das lange Zeit in Berlin im Einsatz war.

## Geschichte
Die Reederei Franz Müller & Söhne in Erkner schaffte um die Mitte der 1920er-Jahre kurz nacheinander etliche Schiffe an. Hatte sie z. B. mit der Venus noch ein gebrauchtes Fahrzeug gekauft, so war die Freya ein Schiffsneubau. Allerdings war dieses Fahrzeug zunächst überhaupt nicht als Fahrgastschiff geplant gewesen: In Grünheide war der Rumpf für ein Schiff gebaut worden, mit dem das Wasser der Altbuchhorster Quelle nach Hamburg transportiert werden sollte. Dann aber kamen offenbar Zweifel an der Qualität der neu entdeckten Quelle oder an der Lukrativität des Unternehmens auf, und die Reederei kaufte den Rumpf und ließ die halbfertige Freya zum Fahrgastschiff ausbauen. Unter anderem musste dafür das Deck tiefer gelegt werden. Das Schiff hatte, wie die 1927 erbaute Fortuna derselben Reederei auch, zunächst keinen erhöhten Steuerstand, sondern der Schiffsführer stand unter dem nach vorn offenen Verdeck. Das Schiff konnte in seinem damaligen Zustand 180 Personen befördern. Später wurde das Schiff bei Winkler umgebaut.
1946 wurden mehrere Schiffe der Reederei, nämlich die Imperator, die Imperator II, die Bremen und die Fortuna, als Kriegsentschädigung in die Sowjetunion abtransportiert. Die drei Söhne Franz Müllers hatten danach nur noch die Freya, die Emden und das Wrack der Venus zur Verfügung, die 1944 einen Bombentreffer erhalten hatte. Sie ließen die Venus auf der Werft der Gebrüder Winkler in Kalkberge wieder aufbauen und verlängern und setzten in der Nachkriegszeit die Freya und die Emden abwechselnd auf den Strecken nach Woltersdorf und auf die obere Dahme ein. Die Venus dagegen fuhr in der Löcknitz-Fahrgemeinschaft.
Die Venus wurde 1964 vom VEB Fahrgastschiffahrt Berlin übernommen und 1970 in Werlsee umgetauft, die Emden kam 1967 zur Weissen Flotte Potsdam und erhielt den Namen Berlin. Sie war bis 1971 in Betrieb. Aus der Freya wurde 1969 in Lychen das Schiff Milan. Ihr späterer Verbleib scheint ungeklärt. Allerdings erscheint der Bericht über das 1925 gebaute Schiff aus Grünheide, das zunächst für den Mineralwassertransport vorgesehen gewesen und dann zum Fahrgastschiff umgebaut worden sei, auf der Homepage der Betreiber des Schiffes Rhein im Abschnitt zur Schiffshistorie der Rhein.